# Johann Gottfried Schadow
Johann Gottfried Schadow (20. května 1764, Berlín – 27. ledna 1850, Berlín) byl německý sochař, nejvýznamnější představitel německého klasicismu v této oblasti umění. Kromě toho působil i jako grafik.
Schadowovým prvním učitelem byl Jean-Pierre-Antoine Tassaert v Berlíně. Dále Schadow uskutečnil také studijní pobyt v Itálii.
Byl dvorním malířem pruského krále a ředitelem berlínské Akademie umění (Preußische Akademie der Künste). Je autorem řady významných soch, například Kvadrigy na Braniborské bráně nebo 17 nadživotních bust německých velikánů v památníku Walhalla. Jeho synové kráčeli v otcových stopách: Rudolph se stal sochařem a Friedrich Wilhelm malířem.

## Fotogalerie

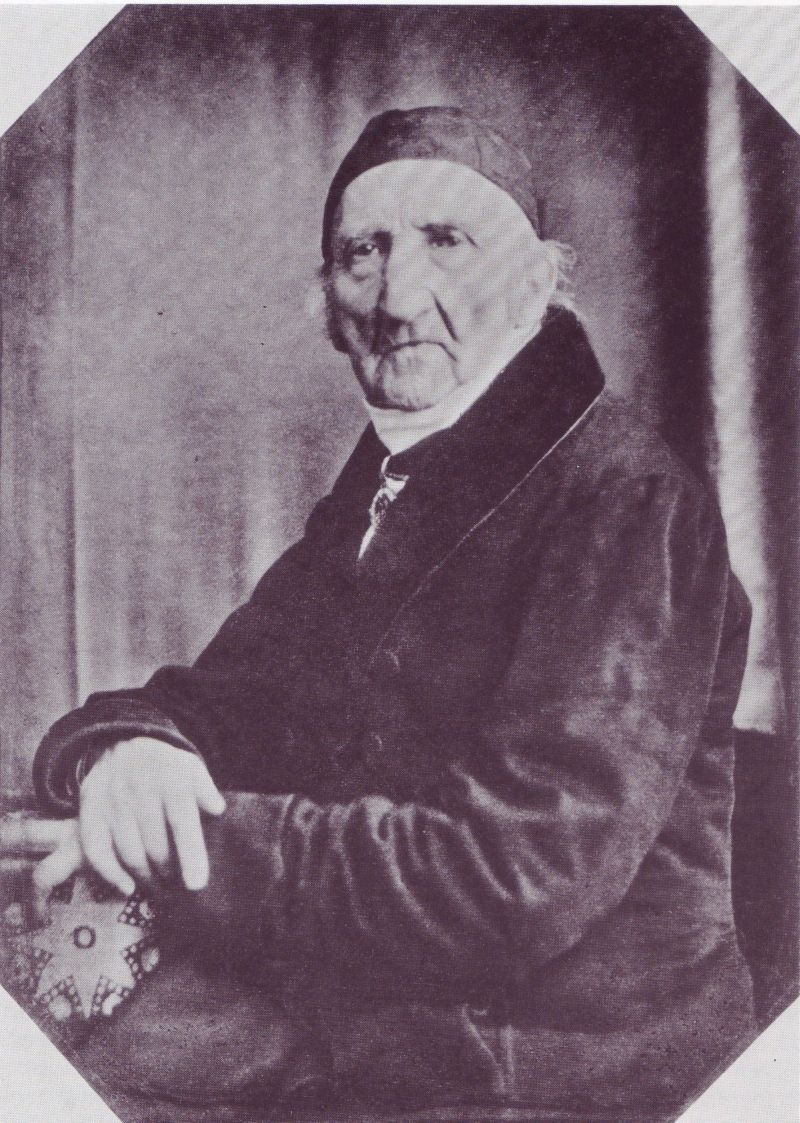
Johann Gottfried Schadow
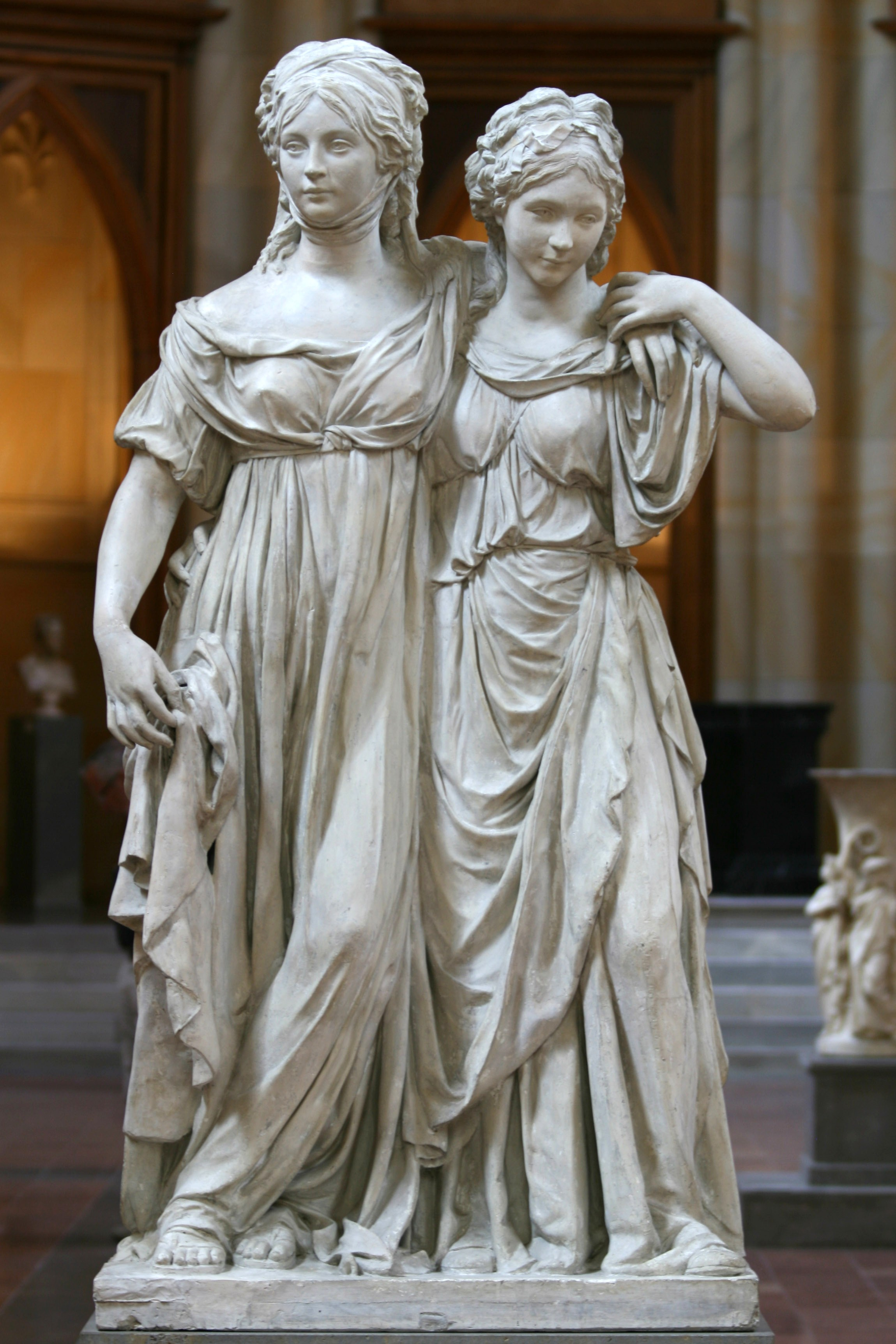
Schadow, princezna Louisa a Friederika Pruská
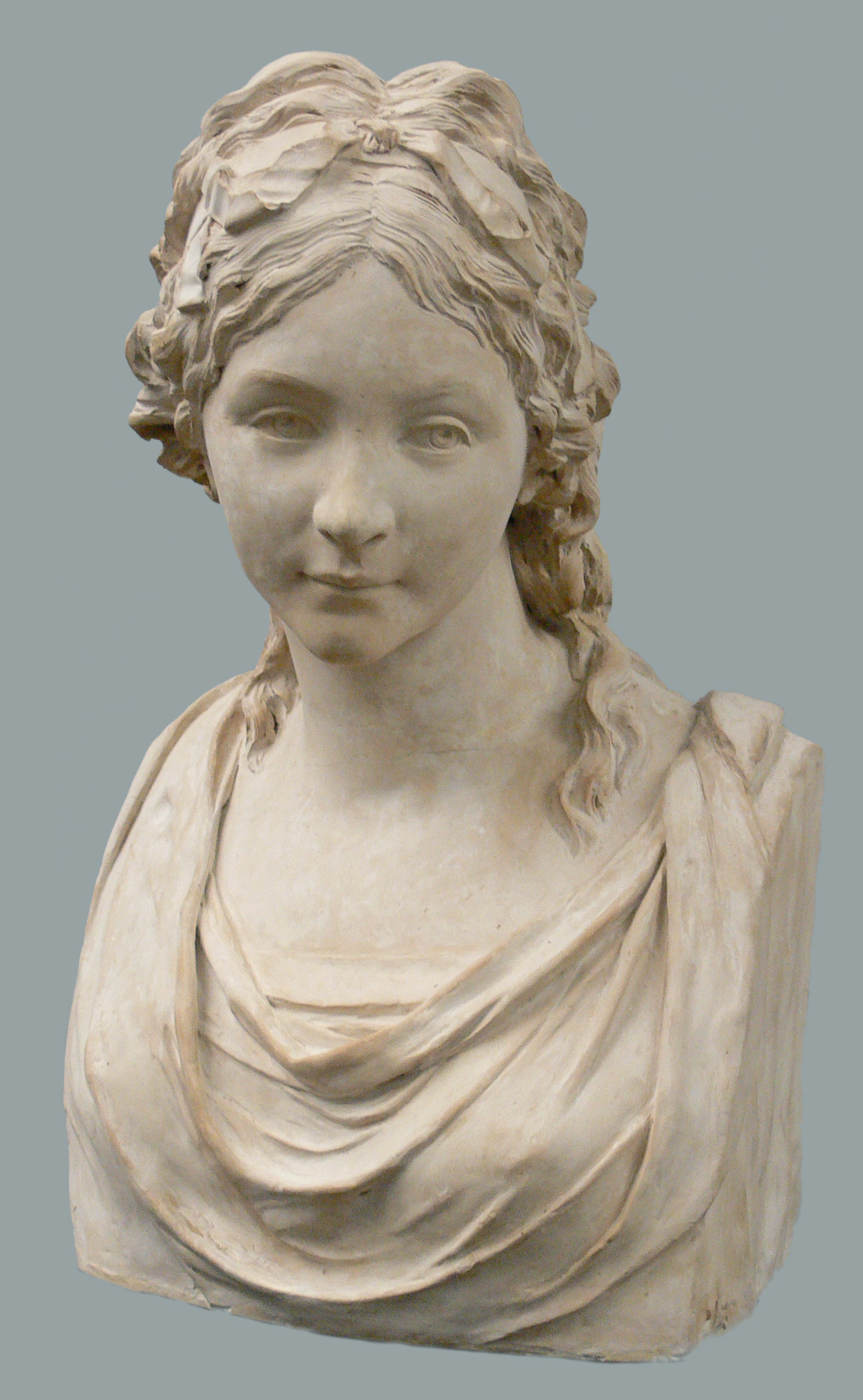
Johann Gottfried Schadow: Frederika Pruská (1795)